# Jasper (Tennessee)
Jasper – miasto w Stanach Zjednoczonych, w stanie Tennessee, siedziba administracyjna hrabstwa Marion.